# Симеон (Лаптев)

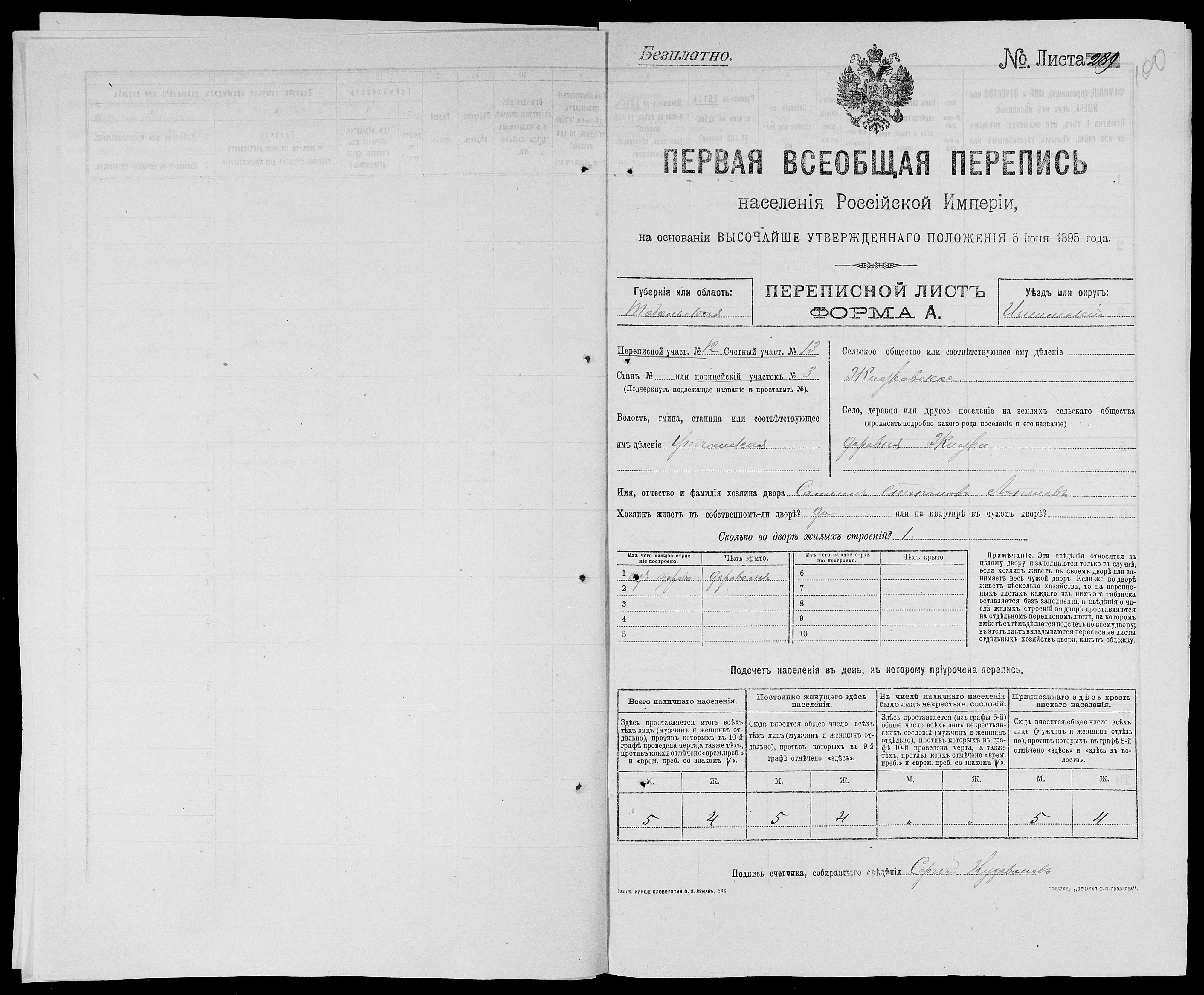
Перепись населения Российской империи (1897), лист с описанием двора в д. Жидки, в котором жила семья Лаптевых.

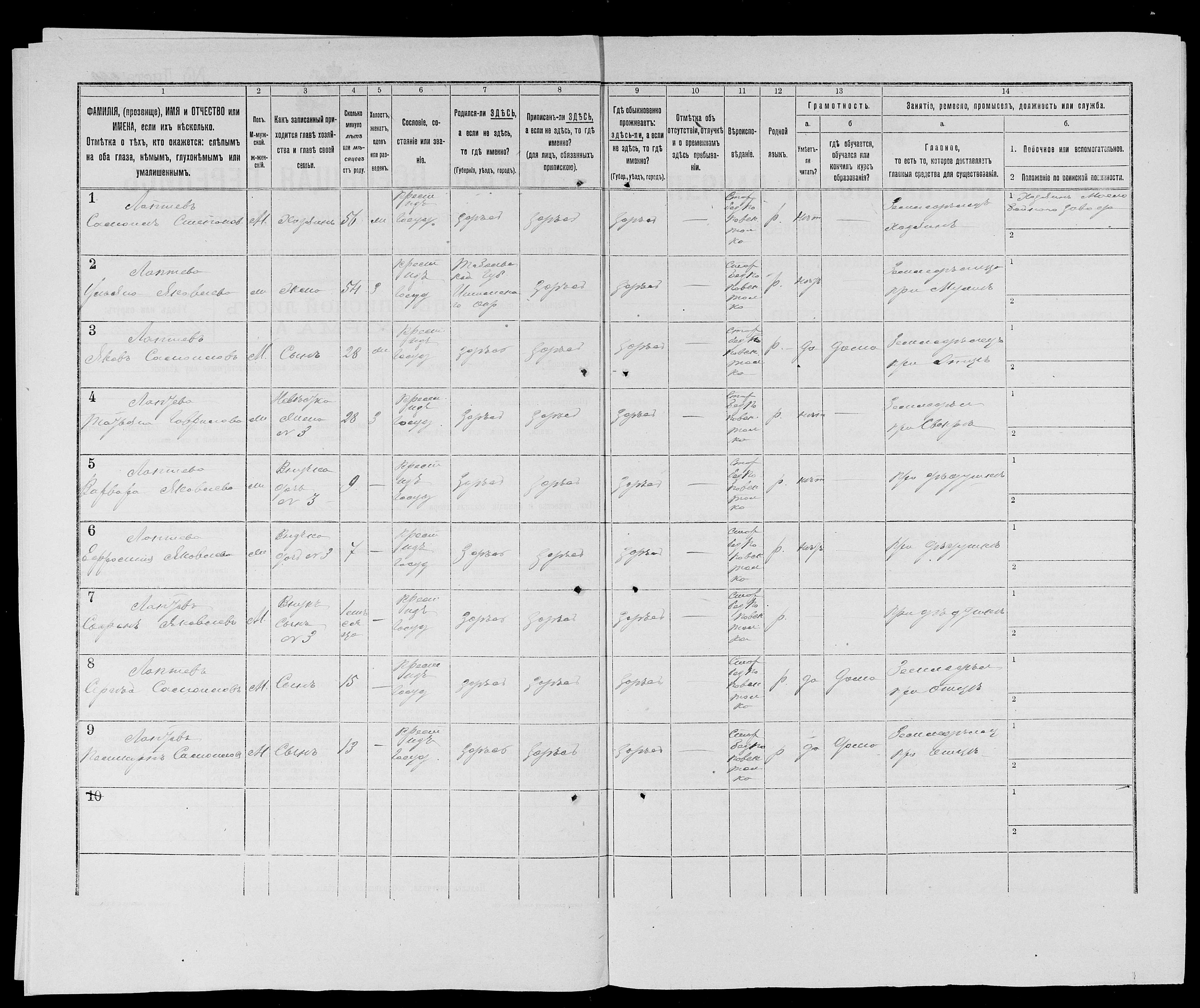
Перепись населения Российской империи (1897), лист с описанием семьи Лаптевых.

Отец Симеон (в миру Сафон Яковлевич Лаптев; 1895, Жидки, Тобольская губерния — 20 августа 1954, Озерлаг, Иркутская область) — старообрядец часовенного согласия, настоятель скитов в Колыванской тайге, инициатор их переселения на левый приток Енисея реку Дубчес, настоятель Дубчесских скитов до их разгрома, жертва советских политических репрессий.

## Жизнеописание
Сафон (Софон) Лаптев родился в 1895 году в семье крестьян-старообрядцев беспоповского толка Якова Самойловича (1869—?) и Татьяны Гавриловны (1869—?) Лаптевых в деревне Жидки Утчанской волости Ишимского округа Тобольской губернии, ныне село входит в Петуховский муниципальный округ Курганской области. По данным Первой всеобщей переписи населения Российской империи в январе 1897 года ему 1 месяц, а его дед, Самоил Степанович Лаптев (1841—?) был хозяином маслобойного завода. Хозяйство отца было крепким даже по дореволюционным стандартам: у Лаптевых были 6 лошадей, 5—6 коров, ветряная мельница, сноповязалка, молотилка, иногда на сезон нанимали работника. Кроме Сафона у Лаптевых было ещё 2 сыновей и 6 дочерей.
В 1917 году Сафон Лаптев призван в армию, но был признан негодным к службе по состоянию здоровья. Как часто бывает с детьми слабого здоровья, Сафон с детства пристрастился к чтению. Он стал любимым чтецом на молениях в деревенской старообрядческой часовне. Тогда же, как сказано в «Урало-Сибирском патерике», он начал принимать участие в общинных духовных беседах. Его первое сочинение «На союзы» датировано 1918, то есть написано ещё в Жидках.

### В скитах отца Саввы
После возвращения из армии Сафон познакомился с крестьянином Александром Михайловичем Мягковым, тот рассказал ему, что его дядя уже много лет черноризец в скиту в Колыванской тайге, речь шла об отце Савве, в миру Селивестре Ефимовиче Мягкове. В 1919 году ушёл в скит отца Саввы на реке Парбиге в Колыванской тайге. Был там «накрыт» под именем Симеона. Вскоре был замечен настоятелем Саввой как грамотный толкователь священных книг. Вместе с о. Саввой участвовал в духовных беседах с крестьянами. Перед смертью отец Савва завещал отцу Симеону управление хозяйственными делами скита, а о. Мине (в миру Михаилу Прокопьевичу Зебзееву) принятие на исповедь.

### Переселение на приток Енисея реку Дубчес
Отец Симеон организовал переход скитов в Ярцевский район Красноярского края (ныне Туруханский район), на левые притоки среднего Енисея (водораздел Дубчеса и Елогуя). Отец Мина также участвовал в переходе на средний Енисей, но в июне 1941 года поселился не на левом берегу Енисея, как о. Симеон, а на правом берегу, на реке Вороговке (Вороговский сельсовет, ныне Туруханский район), где принимал на исповедь обитательниц женского скита матушки Мастрадеи. Отец Мина скончался 6 августа 1942 года и похоронен там же на Вороговке. После смерти о. Мины Симеон остался единственным главой Дубчесских скитов.
Автор многих духовных сочинений. Отец Симеон был также и инициатором создания и одним из основных авторов «Повести чудесных событий», которая была продолжена после его смерти и стала трёхтомным «Урало-Сибирским патериком» часовенных староверов.
Когда не было полевых работ о. Симеон собирал наиболее грамотных братьев и учил их искусству богословской полемики. О. Антоний, о. Ефрем, А. А. Харин, А. Г. Голдобин, И. Т. Горбунов, М. И. Глухов писали по его заданию сочинения на темы доказательства существования Бога, целесообразности творения.

### Разгром Дубчесских скитов

Игумен о. Симеон — справа и о. Антоний (Афанасий Михайлович Людиновсков (1895—13 марта 1977)

В 1949 году над Дубчесскими скитами стал часто появляться самолёт. Этот гидроплан садился на озеро в 30 километрах от скитов и завозил экспедицию из Новосибирска. Осенью 1949 года дважды в скиты заходили партии геодезистов по два человека. После этих посещений, по преданию, иконы «стали почикивать, пощелкивать» — «стали извещать». 28 марта 1951 года отряд из примерно 30 сотрудников милиции под командованием Константина Сафронова (впоследствии майор МВД в отставке) произвёл задержание на одном из скитов, среди задержанных был Кирилл Лаптев, родной брат отца Симеона. В течение весны были обнаружены и разгромлены 2 мужских и 4 женских скита, а их обитатели и обитательницы арестованы. Местоположение скита отца Симеона каратели обнаружили лишь после двух недель интенсивных допросов арестованных. Его арестовали 15 апреля 1951 года. О. Симеон и ещё 32 человека были обвинены в антисоветской агитации и создании «нелегального антисоветского формирования» (имелись в виду скиты) по статьям 58-10, 58-11 УК РСФСР. 4 января 1952 Красноярский крайсуд приговорил о. Симеона и ряд других обвиняемых к 25 годам ИТЛ и 5 лет поражения в правах, некоторые обвиняемые были приговорены к 15 и 10 годам ИТЛ.
Игумен Симеон не дожил до освобождения и скончался в Озерлаге, отказавшись, по свидетельству староверов, принимать лагерную пишу. Дата его смерти точно не известна: следственное дело называет 20 августа 1954 года. Из осужденных по этому делу в заключении умерло двое: отец Симеон и мать Маргарита.
12 ноября 1954, то есть через несколько месяцев после смерти отца Симеона, осужденные вместе с ним старообрядцы были амнистированы Верховным Судом РСФСР (Дело 01902) и выпущены на свободу. Игумен Симеон был посмертно реабилитирован.
В 1957 году Ангарский собор разрешил часовенным старообрядцам, находящимся в заключении, принимать пищу от «кадровых» (так называлась у часовенных вся советская номенклатура, в том числе и сотрудники лагерей).

## Известные сочинения
- «На союзы» (около 1918)
- «Краткая памятная запись нынешных событий и о судьбе Древняго Рима» (1925/1926 или 1929/1930 гг.),
- «Доказательство от Святаго Писания против австрийских» (или же «На австрийских» — 1927 г.),
- «О пришествии святых пророков и о последнем Антихристе» (3 марта 1928 г.),
- Послание отцу и брату и Послание неизвестному (между 1929 и 1936 гг.),
- «О воскресении Исуса Христа из мертвых, прение под видом двух человек, вернаго с неверным» (1934 г.),
- «Познание от твари Творца и Управителя вселенной» (краткий вариант, написан в 1934—1935 гг., расширенный вариант, 1950—1951 г.),
- «Воинствующая церковь Христова на земле» (1935—1936 гг.),
- «Действующая Церковь Христова на Севере» (1949 г.),
- «Познание от твари Творца и Управителя вселенной».
- «О сотворении мира и учении Коперника» (1950 г.)[10]

## Семья
В семье Якова и Татьяны Лаптевых было 6 дочерей и 3 сыновей, включая Сафона. Известна судьбы одного из братьев и двух сестёр.
- Сестра — Варвара (1888—?)
- Сестра — Ефросинья (1890—?)
- Сестра — м. Алевтина (в миру Агриппина Яковлевна Лаптева; около 1896—19 февраля 1942), из монастыря в Колыванской тайге выехала с о. Антонием и м. Тавифой в первой группе переселенцев в январе 1937 года. До самой смерти в 1942 келарница в скиту м. Тавифы на реке Тогульчес[11].
- Сестра — м. Иулиания (в миру Иустина Яковлевна Лаптева; ?—после 1976), сибирская черноризица[12].
- Брат — Кирилл Яковлевич Лаптев (1907—?) родился в д. Жидки, в 1930 году семья отца раскулачена (отняли 6 лошадей, 6 коров, сноповязалку, сеялку, ветряную мельницу). Сослан с отцом и еще одним братом в Нижний Тагил на завод Серебрянка. В октябре 1930 года бежали, жили в Бийске, затем в Мариинске, в феврале-марте 1933 в Томске. Оттуда переехали в заимку Зебзеево в Колыванской тайге. В марте 1936 года переехали в д. Ломоватка (Луговатского сельсовета) у Обь-Енисейского канала. Уклонялся от призыва, переехал на Дубчес. Арестован в 1951 году. Срок 10 лет, 15 октября 1954 снижен до 6 лет, 23 декабря 1954 амнистирован. Освободился из Степлага[13].

### Рекомендованные источники
- Покровский Н. За страницей «Архипелага ГУЛАГ»// Новый мир, 1991, № 9, с. 77-90;
- Герасимов А. Повесть о Дубчесских скитах // Новый мир, 1991, № 9, с. 91-103.
- Перевозчиков М. Староверы. Красноярск, 1991, с. 35-55;
- Зольникова Н. Д. Современный писатель-старообрядец с Енисея // Традиционная духовная и материальная культура русских старообрядческих поселений в странах Европы, Азии и Америки. Новосибирск, 1992, с. 283—288;
- Зольникова Н. Д. Человек и вселенная в сочинениях главы сибирского старообрядческого монастыря о. Симеона // Гуманитарные науки в Сибири. Отечественная история, 1996, № 2, с. 50-54.
- Зольникова Н. Д. Отец Симеон (Сафон Яковлевич Лаптев). Воинствующая Церковь Христова на земле (в переводе с церковнославянского Е. И. Насекайло). // Власть, общество и человек в исторических и литературных источниках XVI—XX вв. : сборник научных трудов / Рос. акад. наук, Сиб. отд-ние, Ин-т истории; отв. ред. Н. Н. Покровский. — Новосибирск : Изд-во Сибирского отделения Российской академии наук, 2012. С. 214—250